# Club Especializado Formativo Orense Sporting Club
Il Club Especializado Formativo Orense Sporting Club, meglio noto semplicemente come Orense Sporting Club, è una società calcistica ecuadoriana di Machala. Milita in Serie A, la massima serie del campionato ecuadoriano di calcio.

## Storia
Fondata il 15 dicembre 2009 come club polisportivo, inizialmente includeva discipline come calcio, basket, nuoto e tennis. Nel 2012, il club è stato registrato ufficialmente presso il Ministero dello Sport dell'Ecuador come Club Especializado Formativo Orense Sporting Club. 
A partire dal 2012 ha quindi iniziato a partecipare ai campionati di calcio professionistico organizzati dalla Asociación de Fútbol Profesional de El Oro (AFO) e dalla Federazione calcistica dell'Ecuador (FEF). Alla sua prima stagione ha vinto il campionato provinciale di Segunda Categoría, bissando il risultato nel 2015 e nel 2017 ed ottenendo tre secondi porti nel 2013, nel 2014 e nel 2016.
Nel 2017 ha raggiunto la finale della Segunda Categoría nazionale garantendosi la promozione in Serie B. Dopo una prima stagione di adattamento, nel 2019 ha conquistato il titolo assicurandosi così l'accesso storico alla massima divisione del calcio ecuadoriano, la Serie A.
Nel 2024 ha terminato la stagione all'ottavo posto, garantendosi la prima storica partecipazione ad una competizione internazionale, la Coppa Sudamericana.

## Stadio
Disputa le sue partite casalinghe allo Stadio 9 de Mayo, situato a Machala, con una capacità di circa 17 800 spettatori. 

## Colori e simboli

### Stemma
Il primo stemma dell'Orense rappresentava un lavoratore con un casco di banane in spalla su sfondo verde ed oro. Nel dicembre del 2023, in occasione del 14º anniversario della sua fondazione, lo stemma è stato modernizzato pur mantenendo gli stessi elementi di quello originario.

### Mascotte
La mascotte ufficiale del club è il Bananerito, un personaggio che rappresenta un casco di banane.

## Palmarès

### Competizioni nazionali
- Serie B: 1

2019

### Altri piazzamenti
- Segunda Categoría:

Secondo posto: 2017